# Огненники

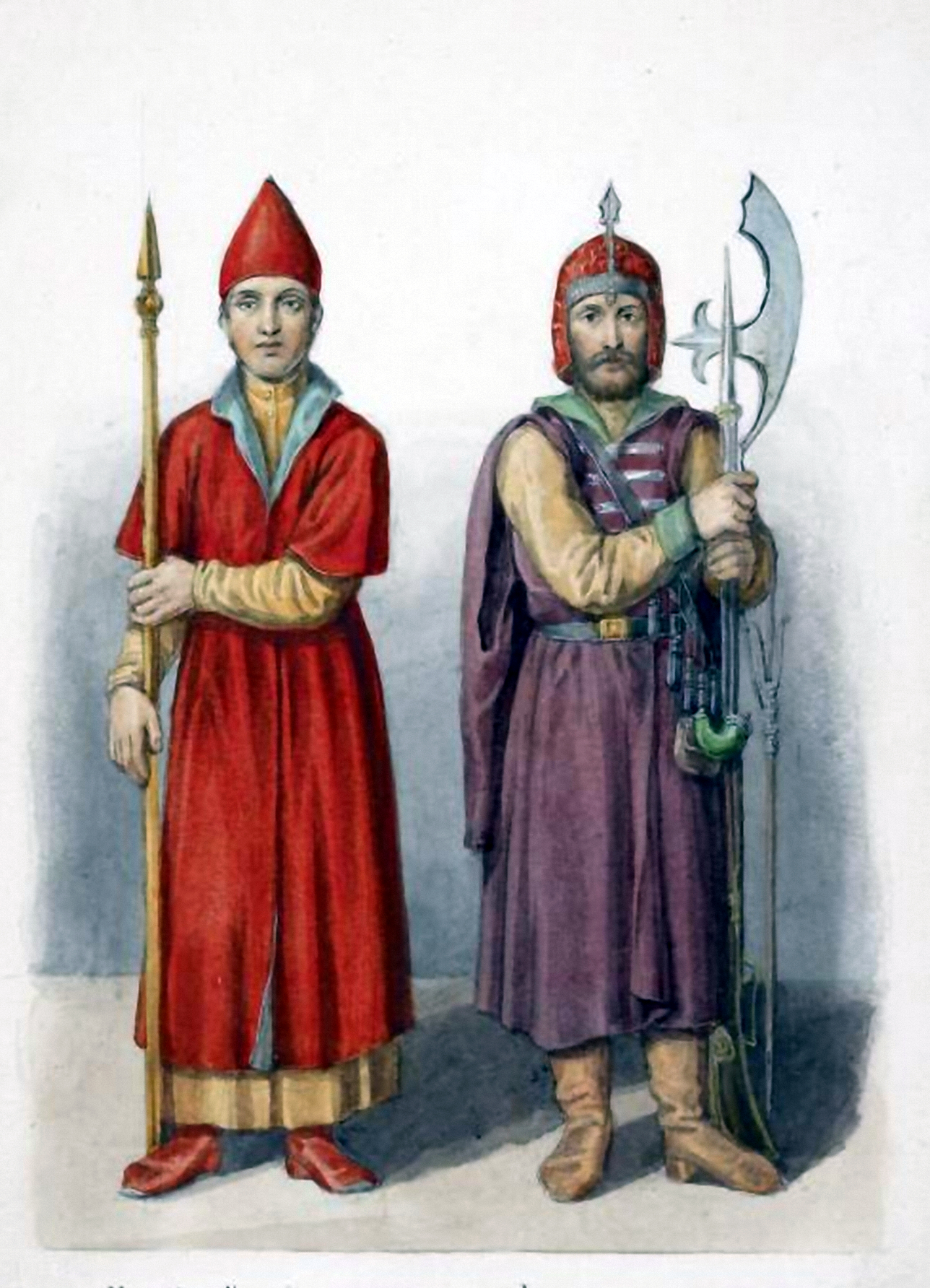
Патриарший огненник и стрелец. XVII век.

Огненники (пламенники, халдеи) — особые клирики, составлявшие часть свиты Московских Патриархов в XVI—XVII веках.
Изображения «огненников» неоднократно встречаются в Лицевом летописном своде, составленном во времена правления Ивана Грозного в 1568—1576 годах.
Были одеты в длиннополые одежды, кожаные сапоги и остроконечные шапки багряно-красного цвета. В обязанности «огненников» входило ношение зажженных свечей перед Московскими Патриархами во время патриарших выходов. В отличие от клириков-свещеносцев, «огненники» не участвовали в церковных богослужениях. Кроме свечей, часть «огненников» имела длинные жезлы с металлическим навершием, состоящим из граненого «яблока» и заостренного наконечника, которые могли быть в случае необходимости использованы как оружие — булавы или копья.